# TheFatRat
TheFatRat, pseudonimo di Christian Friedrich Johannes Büttner (Gottinga, 1º giugno 1979), è un disc jockey e musicista tedesco.

## Carriera
Christian inizia a produrre musica fin dal 2001 sotto il suo vero nome di battesimo per programmi televisivi, radio e per altri DJ.
Nel luglio del 2011 apre un canale YouTube ed inizia a produrre musica sotto lo pseudonimo "TheFatRat" rilasciando il suo primo EP "Do Be Do Be Do". Le sue produzioni diventano molto popolari su YouTube, venendo usate in più di 1.5 milioni di video.
Nel 2014, rilascia il singolo "Unity", il suo brano più popolare, con più di 200 milioni di visualizzazioni su YouTube, che viene inserita nell'album Sounds of Syndication Vol. 1 di Tom Cassell, uno dei maggiori streamer su Twitch. Nel 2015, tramite Tasty Records, pubblica il singolo "Never be Alone", prima traccia a contenere una parte vocale. Sempre nel 2015, pubblica il singolo "Monody", prima collaborazione con la cantante Laura Brehm; questo riscuote un notevole successo e risulta il suo secondo brano più popolare mai rilasciato.
A marzo 2016, Christian pubblica il singolo "The Calling", seconda collaborazione con Laura Brehm, brano con numerosi elementi Glitch Hop e con un vocale sensibilmente più complesso del solito. A maggio 2016, pubblica sul proprio canale YouTube un suo primo Q&A rispondendo ad alcune domande fatte dai fan sui vari social e rivelandosi per la prima volta al pubblico. Cinque giorni più tardi, uscirà il brano trap "No No No" dove egli stesso curerà la parte canora. A fine 2016, rilascia il suo secondo EP "Jackpot", composto da 4 brani. L'album riscuote un notevole successo, arrivando al 23º posto nella classifica Billboard Dance/Electronic Albums. A dicembre dello stesso anno, Christian apre una sua label chiamata "The Arcadium", in collaborazione con Universal Records.
A giugno 2017 rilascia il singolo "Fly Away" in collaborazione con Anjulie. Da qui seguono i primi live a New York e all'Electric Forest Festival. A luglio 2018, rilascia tramite YouTube e Steam un suo pack per il videogioco DOTA 2 chiamato "Warrior Songs" che comprende 12 canzoni inedite. Sempre nel 2018 pubblica "Stronger", la sua prima collaborazione con Slaydit e la seconda con Anjulie, la quale parteciperà anche alla canzone seguente, "Close to the Sun".
Il 25 dicembre 2019 viene girato, in collaborazione con Red Bull Gaming, un documentario incentrato sulla sua vita e carriera da produttore.
Il 7 febbraio 2020 esce il singolo "The Storm" in collaborazione con la cantante Maisy Kay, la quale aveva già partecipato a settembre 2019 alla canzone "Rise Up". Il brano è accompagnato da un videoclip, il primo mai realizzato per un singolo del produttore tedesco, ripreso con la collaborazione di ROKiT, impresa californiana di telefonia e telecomunicazioni. Il giorno precedente, viene rilasciata l'app "The Storm - Interactive", applicazione interattiva per contenuti extra.
Il 24 aprile 2020 prende parte, insieme ad altri artisti, al Room Service Music Festival, un festival online organizzato da Chill Nation e Trap Nation e trasmesso in streaming sui rispettivi canali YouTube.
Il 9 luglio 2021 rilascia la prima traccia del suo terzo album "Parallax", "Hiding in the Blue", co-prodotta con RIELL. L'album è composto da 10 singoli che verranno rilasciati, nell'arco di 10 settimane, tra il 9 luglio ed il 10 settembre 2021, ogni venerdì sul proprio canale YouTube.
Il 12 settembre 2024 annuncia sui propri canali social l'uscita di un nuovo album, intitolato "Ray Tracer", lanciato al pubblico il successivo 27 settembre, a tre anni di distanza dall'ultimo. L'EP contiene tre tracce inedite strumentali.
Ad oggi, il canale YouTube di Christian conta oltre 5 milioni di iscritti e più di 1 miliardo e 200 milioni di visualizzazioni.

## Curiosità
Il nome d'arte gli viene attribuito fin da adolescente, età in cui iniziò a praticare il kung fu, venendo scherzosamente chiamato dai compagni "The Rat", probabilmente riferito a Splinter, personaggio del celebre cartone "Le tartarughe Ninja". Il nome, dopo esser diventato il nickname di Christian in alcuni videogiochi online, verrà modificato in "TheFatRat".
Il testo del singolo "The Storm" è in parte cantato in Na'vi, una lingua artificiale creata per il film Avatar.

## Discografia

### EP
- 2011 - Do Be Do Be Do
- 2016 - Jackpot
- 2021 - Parallax
- 2024 - Ray Tracer

### Singoli
| "Some Body"                                           | 2011 | Do Be Do Be Do EP            |
| "Less Than Three"                                     | 2011 | Do Be Do Be Do EP            |
| "Do Be Do Be Do"                                      | 2011 | Do Be Do Be Do EP            |
| "Splinter"                                            | 2013 | N/A                          |
| "Dancing Naked"                                       | 2013 | N/A                          |
| "Infinite Power!"                                     | 2014 | Rocket League OST            |
| "Unity"                                               | 2014 | Sounds of Syndication Vol. 1 |
| "Windfall"                                            | 2014 | Tasty Album 001 - Entree     |
| "Xenogenesis"                                         | 2014 | Tasty Album 001 - Entree     |
| "Never Be Alone"                                      | 2015 | Tasty Album 001 - Entree     |
| "Time Lapse"                                          | 2015 | N/A                          |
| "Telescope"                                           | 2015 | Taking You Higher Pt. 4      |
| "Monody" (feat. Laura Brehm)                          | 2015 | N/A                          |
| "The Calling" (feat. Laura Brehm)                     | 2016 | N/A                          |
| "No No No"                                            | 2016 | N/A                          |
| "Youtubers Life Rap" (with Kronno Zomber)             | 2016 | N/A                          |
| "Monody" (feat. Laura Brehm) (Radio Edit)             | 2016 | N/A                          |
| "Jackpot"                                             | 2016 | Jackpot EP                   |
| "Epic"                                                | 2016 | Jackpot EP                   |
| "Prelude"                                             | 2016 | Jackpot EP                   |
| "Elegy"                                               | 2016 | Jackpot EP                   |
| "Fly Away" (feat. Anjulie)                            | 2017 | N/A                          |
| "Oblivion" (feat. Lola Blanc)                         | 2017 | N/A                          |
| "Mayday" (feat. Laura Brehm)                          | 2018 | N/A                          |
| "Warrior song" (feat. Stasia Estep)                   | 2018 | Warrior Songs                |
| "Origin"                                              | 2018 | Warrior Songs                |
| "Ascendancy"                                          | 2018 | Warrior Songs                |
| "Nemesis"                                             | 2018 | Warrior Songs                |
| "Origin Reprise"                                      | 2018 | Warrior Songs                |
| "Elevate"                                             | 2018 | Warrior Songs                |
| "Kingdom Come"                                        | 2018 | Warrior Songs                |
| "Mad Moon Falling"                                    | 2018 | Warrior Songs                |
| "Threnody"                                            | 2018 | Warrior Songs                |
| "Envelope"                                            | 2018 | Warrior Songs                |
| "Reminiscence"                                        | 2018 | Warrior Songs                |
| "Afterlife"                                           | 2018 | Warrior Songs                |
| "Chosen" (feat. Laura Brehm & Anna Yvette)            | 2019 | N/A                          |
| "Solitude" (with Slaydit)                             | 2019 | N/A                          |
| "Sunlight" (with Phaera)                              | 2019 | N/A                          |
| "Stronger" (with Slaydit & Anjulie)                   | 2019 | N/A                          |
| "Close to the Sun" (feat. Anjulie)                    | 2019 | N/A                          |
| "Rise Up"                                             | 2019 | N/A                          |
| "The Storm" (feat. Maisy Kay)                         | 2020 | N/A                          |
| "Electrified"                                         | 2020 | N/A                          |
| "We'll Meet Again" (feat. Laura Brehm)                | 2020 | N/A                          |
| "Rule The World" (feat. AleXa)                        | 2020 | N/A                          |
| “Hiding In The Blue” (with RIELL)                     | 2021 | Parallax                     |
| “Arcadia”                                             | 2021 | Parallax                     |
| “Pride & Fear” (with RIELL)                           | 2021 | Parallax                     |
| “Upwind”                                              | 2021 | Parallax                     |
| “Our Song” (with Cecilia Gault)                       | 2021 | Parallax                     |
| “Violet Sky” (with Cecilia Gault)                     | 2021 | Parallax                     |
| "Warbringer" (with Everen Maxwell & Lindsey Stirling) | 2021 | Parallax                     |
| “Fire”                                                | 2021 | Parallax                     |
| "Love It When You Hurt Me" (with Anjulie)             | 2021 | Parallax                     |
| “Let Love Win” (with Anjulie)                         | 2021 | Parallax                     |
| "Ghost Light" (with EVERGLOW)                         | 2022 | N/A                          |
| "Back One Day" (with NEFFEX)                          | 2022 | N/A                          |
| "Monkeys"                                             | 2023 | N/A                          |
| "Monkeys" (TheFatRat Remix)                           | 2023 | N/A                          |
| "Out Of The Rain" (with Shiah Maisel)                 | 2023 | N/A                          |
| "Hunger"                                              | 2023 | N/A                          |
| "Escaping Gravity" (with Cecilia Gault)               | 2023 | N/A                          |
| "Sail Away" (feat. Laura Brehm)                       | 2024 | N/A                          |
| "Still Here With You"                                 | 2024 | N/A                          |
| "Myself & I" (with RIELL)                             | 2024 | N/A                          |
| "Ray Tracer" (with Sprites)                           | 2024 | Ray Tracer                   |
| "P.S."                                                | 2024 | Ray Tracer                   |
| "Whispers" (with Reptythm)                            | 2024 | Ray Tracer                   |
| "Out Of Love"                                         | 2025 | N/A                          |
| "Killing Me"                                          | 2025 | N/A                          |
| "Genius" (with Shiah Maisel)                          | 2025 | N/A                          |
| "HONK"                                                | 2025 | N/A                          |